# Bambusicola thoracicus
Bambusicola thoracicus là một loài chim trong họ Phasianidae.
Loài này sinh sống ở Trung Quốc và được nhập nội vào Nhật Bản.

## Hình ảnh

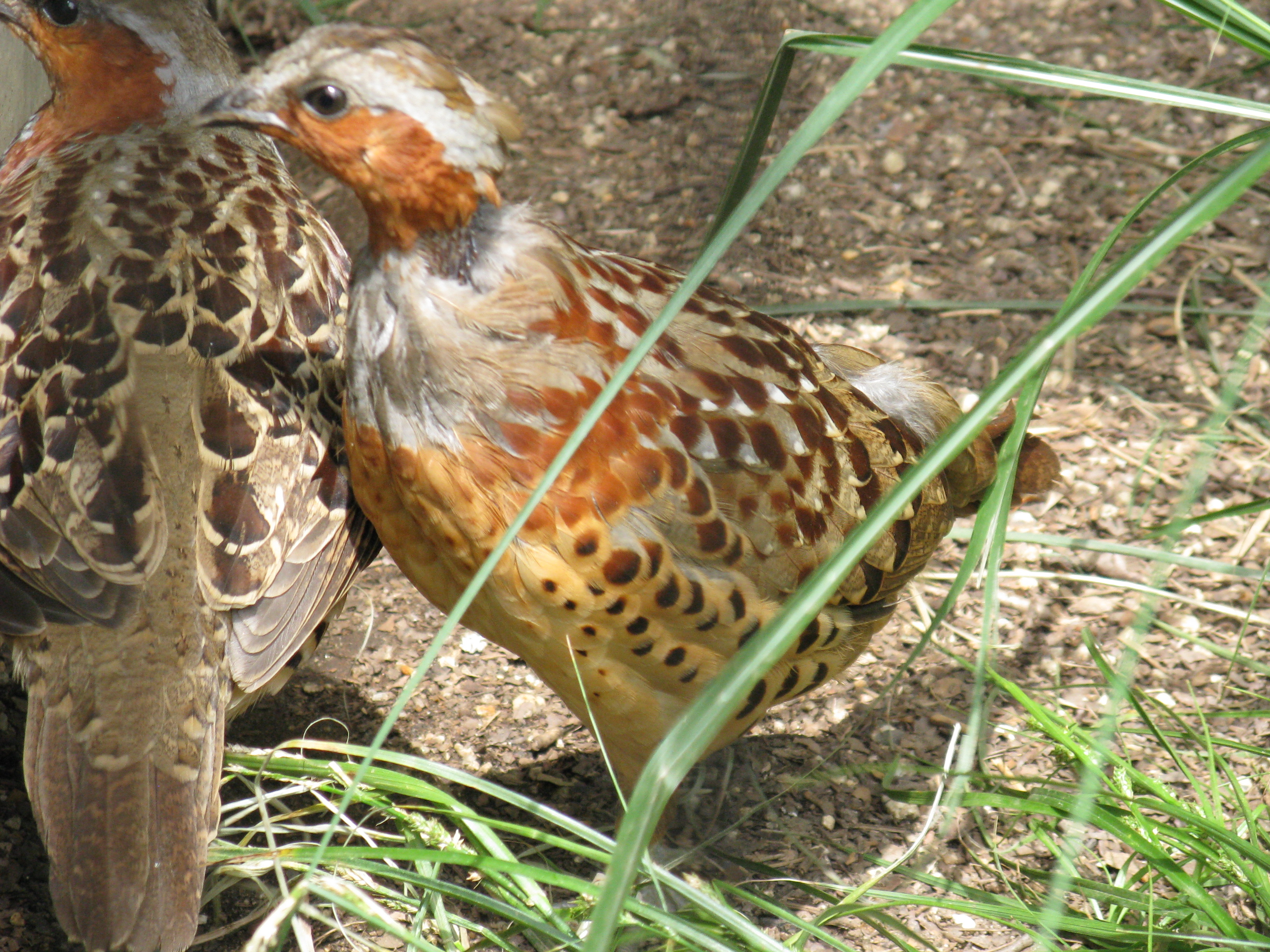
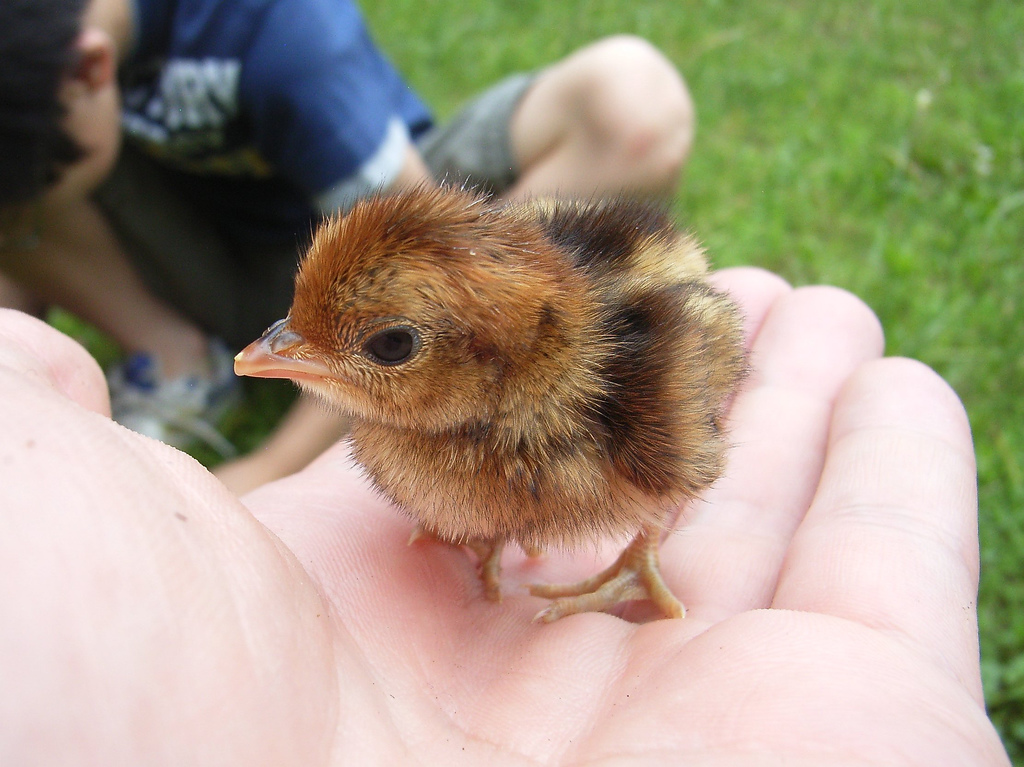
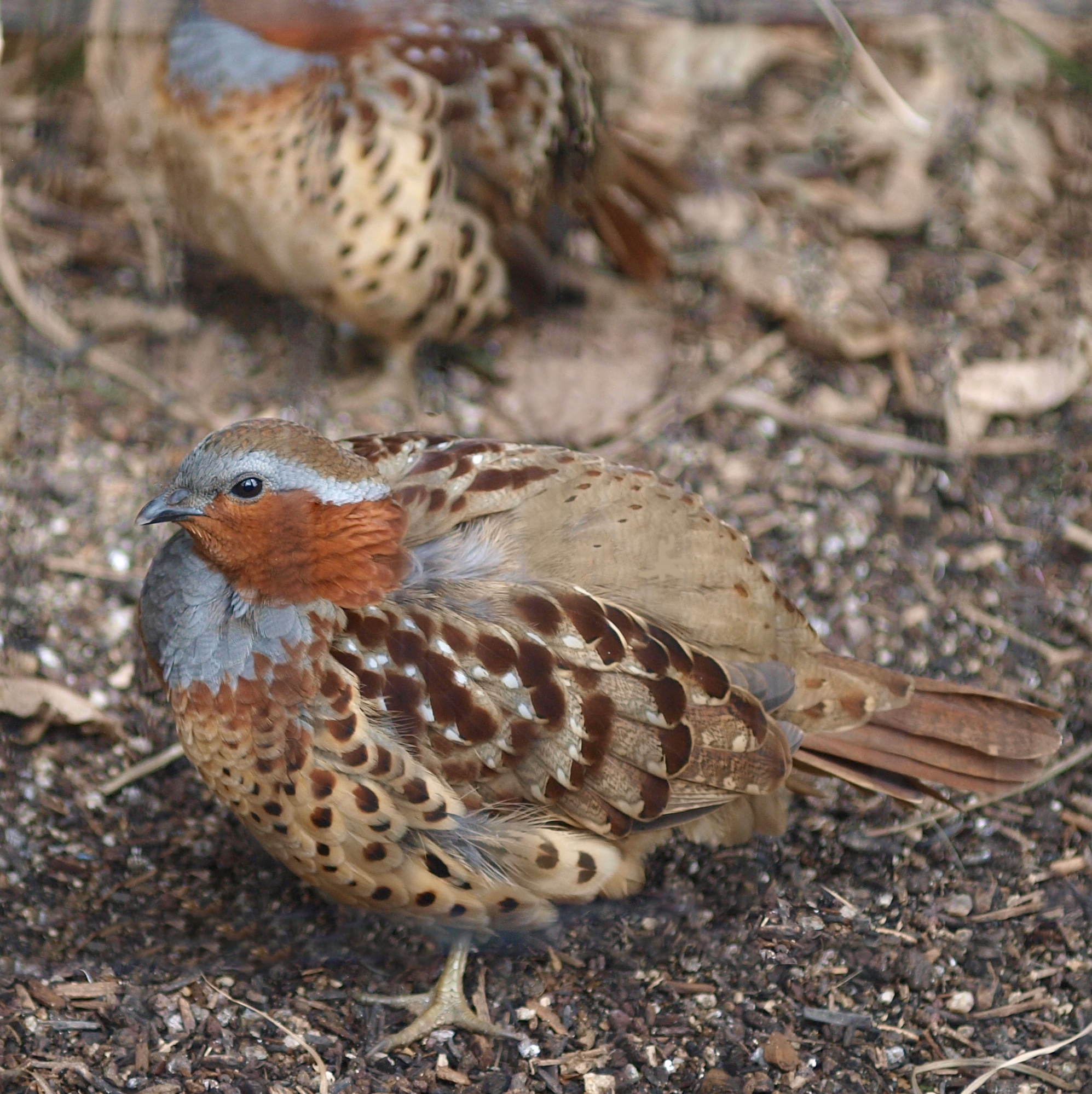